# Казбан Віктор Павлович
Віктор Павлович Казбан(*16 травня 1944, м. Суми)  — громадський, політичний та релігійний діяч у м. Суми. Співзасновник Народного руху України в Сумській області (1989), голова крайового відділення товариства "Просвіта" (1992-1998). Голова обласної організації Конгресу Української інтелігенції. Активіст парафіальних рад УПЦ-КП. Ідеолог декомунізації органів влади міста Суми після падіння ГКЧП СРСР.

## Біографія

### Родина
Народився в родині корінного сум'янина Павла Даниловича Казбана, брата українського оперного співака Сергія Казбана, та уродженки села Старе (Червоне) Віри Іванівни Чубур, рідної тітки поета Василя Чубура. Зростав у патріотичному середовищі, бо батько ; — актор сумського аматорського театру, співак церковоного хору Свято-Троїцького собору.
1961 закінчив Сумську середню школу № 8, 1963 ; — Сумське медичне училище; з 1968 по 1973 рр. навчався в Полтавському медичному стоматологічному інституті. Працював за фахом лікаря стоматолога в медичних закладах м. Суми. З 1975 по 1986 ; — завідувач курсів середніх медичних працівників. 
1964-1967 строкова служба у Східній Німеччині у складі окупаційних військ радянської армії. Повертається у момент, коли Україну сколихнули шістдесятники. Віктор Казбан згадує про ті часи:
| Я три роки був у армії, в Німеччині. Коли повернувся ; — трохи підзабув говорити по-українськи. Так батько мені того не вибачав. Все мене брав на кпини: "Покацапився!" Таким він і був зі мною з дитинства ; — виховував українцем, у всьому. |

### Дисиденство 1970-тих
З ім'ям Казбана у 1970-тих роках пов'язані дисидентські, патріотичні середовища Сум. 1975 він знайомиться із поетом-нонкомформістом Миколою Даньком, який перебував у публічній опозиції до комуністичної влади. Данько істотно вплинув на позицію Казбана, сформував із нього націоналіста європейського зразка ; — із широким кругозором та жорсткою позицією у національному питанні. 
Паралельно Казбан ; — учасник зустрічей у художніх майстернях сумських митців, зокрема архітектора Анатолія Сая, художника Анатолія Івченка, де вирувало напівлегальне українське життя. Також товаришував із місцевим біологом Анатолієм Коломацьким, який цілеспрямовано колекціонував предмети українського національного побуту. 
Казбану вдалося уникнути репресій з боку КГБ. Єдиний інцидент ; — візит уповноваженого обласного управління КГБ СРСР до головлікаря стоматологічної лікарні ; — безпосереднього начальника Казбана. Службісти просили вплинути на молодого стоматолога, аби той не ходив покладати квіти до пам'ятника Тарасу Шевченку 22 травня[джерело?].  

Віктор Казбан під час Революції Гідності у Києві. 2014

Віктор Казбан, Олександр Реута, Василь Коломацький, Суми, 2012 р

На межі 1980; —1990-их років Віктор Казбан став одним із лідерів всього націонал-демократичного руху міста Суми.
У 1980 році через Анатолія Коломацького познайомився із його сином Василем Коломацьким, на якого мав вирішальний вплив в плані політичної і етичної ідентифікації (демократичний погляд, дисидентство, інтелектуальний пошук). Нині Василь Коломацький - головний редактор сайту "Кобза  — українці Росії".

## Політична діяльність

### Депутат міської та обласної ради

В.П. Казбан на дні скорботи на честь загиблих у 1943р. сумських підпільників ОУН(б)і їх керівника Семена Сапуна

1989 — один із засновників Крайової організації Народного Руху на Сумщині. Разом з Володимиром Осадчим та Олександром Піскуном був співголовою крайової організації НРУ. 
1990 — обраний депутатом Сумської міської та обласної Рад від НРУ. Голова комісії Сумської міської Ради по контролю за впровадженням української мови як державної в м. Суми. Паралельно ; — заступник начальника управління культури Сумської обласної державної адміністрації з питань національного відродження.
1990, 22 травня ; — на сесії міської ради закликав вшанувати День перепоховання Тараса Шевченнка в Україні покладанням квітів пам'ятнику поету. Усі 200 депутатів (тоді була така кількість) вийшли із зали і пройшли колоною до монумента і вшанували цей день. 
1990, 20 жовтня ; — за поданням депутатів Віктора Казбана та Юрія Тищука міська рада проголосувала за підняття над органами міської влади національного синьо-жовтого прапора. Суми ; — перше обласне місто на Лівобережній Україні, де органи місцевого самоврядування прийняли таке рішення[джерело?]. 
1991, серпень ; — після поразки ГКЧП, депутат Казбан виніс на сесію міської ради проект двох рішень: про повернення вулиці Леніна первісної назви ; — Петропавліської, та знесення пам'ятника російського політика Леніна перед будинком Ради. Перше ; — ухвалили, друге ; — заволокитили. 
1991, вересень ; — за поданням Казбана прийнято безпрецедентне рішення міської ради ; — "Про департизацію органів та установ, які розташовані на території міста Суми". Депутати особисто відвезли це рішення в обласні управління МВС та КГБ, які організували швидку ліквідацію парткомітетів у структурі всіх міських установ. 
1993 ; — за поданням депутата Казбана перейменовано ще одну центральну вулицю ; — проспект Карла Маркса на проспект Тараса Шевченка. 
2008 ; — член Національної спілки журналістів України.

### На громадській роботі
1992-1998 рр.  — голова обласного об'єднання Товариства Просвіта імені Т. Шевченка. А з 1994 по 1998 ; — заступник Голови всеукраїнського Товариства «Просвіта».
1996  — голова Конгресу Української інтелігенції Сумщини.
1998  — Представник Канадського Товариства Приятелів України на Сумщині.
У часи Президента Леоніда Кравчука став лобістом знакових змін в національній політиці області, зокрема часткової ліквідації комуністичної топонімії міста Суми (перейменовано кілька центральних вулиць). Проте впливовим політиком так і не став, вдовільнившись громадським статусом "рухівця", чи навіть патріарха української громади міста[джерело?]. Намагається розвивати українсько-канадські культурні взаємини ; — на крайовому рівні. 
У 2000-их роках  — незмінний співорганізатор більшості акцій патріотичних організацій у місті Суми, 2010 виступив з ініціативою створення кімнати-музею сумського поета-нонкомформіста Миколи Данька у с. Славгород, з яким особисто товаришував багато років.
З 2013 року активно публікується на сайті "Кобза  — українці Росії".
Також з кінця 80-х років відзначився як активний українізатор сумських шкіл, зокрема про те, як це було згадує в інтерв'ю: 
| Тоді сумчани обрали до міської ради депутатів, серед яких були і дисиденти. Ми, сумські депутати, миттю відгукнулися на Закон про мови, який був прийнятий Верховною Радою УРСР 1989 року, і при Сумській міській раді створили комісію по контролю за впровадженням цього закону – а саме, що стосується повернення українській мові її статусу. Мене було обрано головою цієї комісії. Чому? Бо можновладці сумського міськвиконкому були на той час переважно або російськомовними комуністами, або ж дуже зрусифікованими комсомольцями. Те, що з’явилися депутати, котрі спілкуються українською, для них було своєрідною «екзотикою». Коли мене обрали головою комісії, за пріоритет своєї діяльності я взяв освітню сферу. Знаючи про стан, у якому знаходилася освіта в Сумах, ми разом з тодішньою очільницею міського управління освіти Валентиною Опарою підняли це питання. І вже перед початком навчального року у 1991-му 27 із 30 сумських шкіл було переведено на українську мову викладання. Нам вдалося зробити те, що досі не вдавалося десятиріччями. Зараз у місті діє лише одна російськомовна гімназія, фактично, більше таких прикладів навести не можу. |

### Сімейний стан
Пенсіонер. Дружина ; — Казбан Людмила Михайлівна (лікар). Двоє синів ; — Богдан (1973), Ярослав (1982).